# Ceryx intermissa
Ceryx intermissa är en fjärilsart som beskrevs av Walker 1862. Ceryx intermissa ingår i släktet Ceryx och familjen björnspinnare. Inga underarter finns listade i Catalogue of Life.